# Konrad Haebler
Konrad Haebler (Dresden, 29 d'octubre de 1857 - Stadt Wehlen, 13 de desembre de 1946), (també firmà com Conrado Haebler en publicacions espanyoles de començaments del s. XX), va ser un bibliotecari, bibliòleg, historiador i expert en incunables alemany.
Va estudiar filologia a Leipzig i va treballar a la biblioteca pública reial a Dresden a partir de 1879. Es va especialitzar en la història i literatura de l'Espanya dels Àustries. L'estudi de la història econòmica d'Espanya el va conduir a interessar-se pels els inicis de la impremta. Des de 1898, va estar al càrrec de la catalogació dels incunables de la Biblioteca de Dresden.
Per a aquest propòsit va començar a compilar una comparació sistemàtica de tipus de lletra. Aquest treball el va culminar amb la publicació de Typenrepetorium el 1905. Des del 1904 fins al 1920, va presidir la comissió editora del Gesamtkatalog der Wiegendrucke (catàleg general dels incunables). El 1907, va passar a treballar a la Biblioteca Reial de Berlín i des de 1914 en va ser conservador de la secció de manuscrits.
Va escriure un estudi sobre la Bíblia Valenciana de 1478.

## Obres
- Die wirtschaftliche Blüte Spaniens im 16. Jahrhundert und ihr Verfall, 1888.
- The early printers of Spain and Portugal.  Londres: Bibliographical society, 1897. OCLC 2511551.
- Typenrepertorium der Wiegendrucke, 1905.
- Geschichte Spaniens unter den Habsburgern.  Perthes, 1907. OCLC 1050326.
- Handbuch der Inkunabelkunde, 1925.
- Rollen- und Plattenstempel des 16. Jahrhunderts, 1928–1929.